# Шаймарданов, Жасулан Кудайбергенович
Жасулан Кудайбергенович Шаймарданов (28 марта 1955
) — казахский биолог, педагог, ректор. Доктор биологических наук (1997), профессор (2004)

## Биография
2014-2015 — Директор Департамента высшего, послевузовского образования и международного сотрудничества МОН РК
2012-2014 — Директор Департамента по контролю сферы образования Павлодарской области Комитета по контролю в сфере образования и науки МОН РК
2011-2012 — Директор Департамента высшего и послевузовского образования МОН РК
2007-2011 — Ректор Аркалыкского государственного педагогического института имени И.Алтынсарина
2004-2007 — Ректор Павлодарского государственного педагогического института
1996-2007, 2012 — проректор по гуманитарно-педагогическому образованию, по научной работе и международным связям, первый проректор Павлодарского государственного университета им. С.Торайгырова
1991-1996 — проректор по заочному обучению, по учебной работе, по социальным и экономическим вопросам Павлодарского педагогического института
1979-1991 — преподаватель, доцент кафедры Павлодарского педагогического института
1977-1979 — служба в рядах Советской Армии
|  |

ОБРАЗОВАНИЕ:
1993-1996 Докторантура Института зоологии Академии наук РК (г. Алматы), Kara Teniz Technic University, Turkey (г. Трабзон, Турция)
- Доктор биологических наук (1997)
- Профессор (2004)

1981-1985 Аспирантура Института зоологии Академии наук КазССР (г. Алма-Ата)
- Кандидат биологических наук (ВАК СССР, 1985)
- Доцент (ВАК СССР, 1991)

1972-1977 Павлодарский педагогический институт
НАГРАДЫ:
2011 — Медаль «Қазақстан Республиқасның тәуелсіздігіне 20 жыл»
2011 — Благодарность Президента РК
2005 — Орден «Курмет»
2005 — Медаль «10 лет Конституции»
2005 — Благодарность Президента РК
2001 — Нагрудный знак «Почетный работник образования РК»
- Почетные грамоты МОН РК